# Tiszaug
Tiszaug là một thị trấn thuộc hạt Bács-Kiskun, Hungary. Thị trấn này có diện tích 25,04 km², dân số năm 2010 là 909 người, mật độ 36 người/km².